# Innocence of Muslims
Innocence of Muslims, previamente denominado Desert Warriors e Innocence of Bin Laden, é um curta de 13 minutos na forma de trailer (veja links nas referências ao final), publicado em diversos sites na internet, que apresenta uma opinião a respeito do Islã.
O trailer gerou revoltas em diversas partes do mundo, principalmente no Oriente Médio. Como resultado, em Singapura, após pedido do governo, o YouTube retirou o vídeo para acesso naquela região e mais recentemente, o Egito bloqueou o acesso ao YouTube durante 1 mês. No Brasil, o filme pode ser mantido mesmo após protesto das autoridades islâmicas no país. Com as manifestações, houve a morte do embaixador americano e mais dois funcionários de embaixada na Líbia. O pastor Terry Jones, divulgador, e mais sete, inicialmente foram condenados à morte pelo tribunal Egípcio do Cairo, depois o pastor teve redução de pena, mas a sentença nunca foi dada a cabo pois todos moram nos EUA. Depois disto passou a ser bastante noticiado e tornou-se notório com a imprensa divulgando os acontecimentos em todo o mundo ocidental.
O professor de Relações Internacionais Diogo Costa, do RI Ibmec, mestre em Teoria Política pela Universidade de Colúmbia, no programa Rede Mídia, demonstra seu ponto de vista a respeito dos motivos que levaram à replicação do vídeo:

“Alguns grupos aproveitam seu sentimento antiocidental para conseguir suas causas políticas […] eles precisam ter alimento, o fogo precisa de combustível. Esse combustível pode ser um cartoon num jornal, um ursinho que colocaram o nome de Maomé, ou pode ser um filme que ninguém assistiu, que foi colocado no YouTube. […] Não é tanto o vídeo em si, mas a utilização que fizeram dele. Se as pessoas soubessem que é algo feito em fundo de quintal… mas eles estão achando que todo o ocidente compartilha, que o ocidente promove, que o ocidente assiste. Eu acho que essa manipulação é tão causadora dos estragos quanto é a produção do filme em si.”.

Alguns pensaram se tratar de um trailer de um filme, com a imprensa cometendo erros na divulgação das notíciascarece de fontes. O suposto produtor e roteirista Sam Bacile, na verdade seria Nakoula Basseley Nakoula, afirmou tê-lo projetado no cinema uma vez, com o título “The Innocence of Bin Laden” (A inocência de Bin Laden)carece de fontes. Segundo o site pipoca moderna, "o jornal Los Angeles Times averiguou carece de fontes que ninguém viu esta suposta sessão… ninguém viu mais que 13 minutos da produção". O trabalho é claramente amador e foi dirigido por um "veterano da indústria pornô, chamado Alan Roberts".carece de fontes.
Índia, Indonésia, Malásia e Líbia, também solicitaram o bloqueio ao YouTube.

## Condenado à morte
O Tribunal Penal do Cairo, condenou à morte sete cristãos Coptas, por "ofender o islã e prejudicar a união nacional do Egito". A acusação apresentou vídeo em que alguns pedem um Estado para os Coptas, e os aponta como participantes diretos ou indiretos do filme Innocence of Muslims. Por terem interpretado o profeta Maomé de forma caricata de acordo com uma visão anti-islâmica, o ator, junto de alguns participantes do filme foram julgados à revelia, não somente pela atuação e visão representada, mas também pelo fato de que a representação do profeta Maomé, por qualquer meio, é proibida pela lei islâmicacarece de fontes. Por serem cristãos egípcios, estão exilados nos EUA, mas correm o risco de serem deportados para o país de origem caso o pedido de deportação seja aceito.

No dia 18 de setembro, a Procuradoria Geral decidiu apresentar no Tribunal Penal do Cairo um pedido de prisão preventiva destas oito pessoas. O Ministério Público também pediu que a Interpol fosse informada sobre as medidas adotadas para que os réus sejam detidos, assim como o envio de uma solicitação formal às autoridades judiciais nos EUA para que entreguem os acusados ao Egito para serem processados.

(...)

Além de Jones e Basily, entre os outros condenados estão Moris Sadeq, advogado e fundador da Associação Copta em Washington; Nabil Adib Bisada, coordenador de comunicação dessa organização; e Morqos Aziz, apresentador de programas religiosos nos EUA.